# Stanovništvo Rusije
 Stanovništvo Rusije sastoji se od više od 160 naroda, a dominiraju Rusi (80,9 %).
Podaci s popisa obavljenog 2012. govore, da je ukupan broj građana Rusije iznosio oko 143.300.000 stanovnika.
Najveći gradovi Rusije su: Moskva (11,5 milijuna stanovnika), Sankt Peterburg (5,2 mil.), Novosibirsk (1,47 mil.), Jekaterinburg (1,35 mil.) i Nižnji Novgorod (1,35 mil.) (svi podaci 2009. godine).
Gradskog stanovništva ima 73,2%, a seoskog 26,8%.

## Nacionalna struktura
Nacionalna struktura (spomenuti su narodi s preko 250.000 pripadnika) (popis 2010.):
- Rusi –  111.016.896 stanovnika (80,9 % od ukupnog stanovništva)
- Tatari – 5.310.649 stanovnika (3,9 %)
- Ukrajinci – 1.930.000 stanovnika (1,41 %)
- Baškirci – 1.584.554 stanovnika (1,16 %)
- Čuvaši – 1.435.872 stanovnika (1,05 %)
- Čečeni – 1.431.360 stanovnika (1,04 %)
- Armenci – 1.180.000 stanovnika (0,86 %)
- Avarci – 912.090 stanovnika (0,66 %)
- Mordvini – 744.237 stanovnika (0,54 %)
- Kazasi –  647.732 stanovnika (0,47 %)
- Azeri – 603.070 stanovnika (0,44 %)
- Udmurti – 552,299 stanovnika (0,40 %)
- Marijci – 547.605 stanovnika (0,40 %)
- Oseti –  528.515 stanovnika (0,39 %)
- Darginci – 589.396 stanovnika (0,43 %)
- Oseti –  528.515 stanovnika (0,39 %)
- Bjelorusi – 521.443 stanovnika (0,38 %)
- Kabardinci – 516.826 stanovnika (0,38 %)
- Kumici – 503.060 stanovnika (0,37 %)
- Jakuti – 478.085 stanovnika (0,35 %)
- Lezgini – 473.722 stanovnika (0,35 %)
- Burjati – 461.389 stanovnika (0,34 %)
- Inguši – 443.833 stanovnika (0,32 %)
- Nijemci – 394.138 stanovnika (0,29 %)
- Uzbeci – 289.862 stanovnika (0,21 %)
- Tuvanci – 263.934 stanovnika (0,19 %)

Ruski jezik je izrazito dominantan i njime se služi 98 % stanovništva.

## Stanovništvo po religiji
Podaci o vjerskom sastavu nepouzdani su, jer se vjera ne ispituje u popisima stanovništva. Samo je manji dio populacije aktivno religiozan, ali se većina deklarira vjernicima.
Zakonski se kao tradicionalne religije priznaju: pravoslavlje, islam, budizam i judaizam. Slavensko stanovništvo je dominantno pravoslavno (ima ih oko 100 milijuna). U male kršćanske skupine pripadaju: armenski kršćani, rimokatolici i protestanti. Islamskoj zajednici pripadaju neki narodi turskog porijekla (Tatari, Baškirci) i većina naroda sjevernog Kavkaza (Čečeni, Inguši) (ima ih oko 7 milijuna). Budizam je tradicionalan u: Burjatiji, Tuviji i Kalmikiji.